# Dolomedes flaminius
Dolomedes flaminius là một loài nhện trong họ Pisauridae.
Loài này thuộc chi Dolomedes. Dolomedes flaminius được Ludwig Carl Christian Koch miêu tả năm 1867.